# Liste der Einträge im National Register of Historic Places im Crosby County
Die Liste der Registered Historic Places im Crosby County führt alle Bauwerke und historischen Stätten im texanischen Crosby County auf, die in das National Register of Historic Places aufgenommen wurden.

## Aktuelle Einträge
| Lfd. Nr. | Name im NRHP                  | Bild | Datum der Eintragung | Adresse/Lage       | Ort       | NRHP-ID  | Beschreibung |
| -------- | ----------------------------- | ---- | -------------------- | ------------------ | --------- | -------- | ------------ |
| 1        | Hank Smith Homestead (41CB30) |      | 6. Juli 1984         | Address Restricted | Crosbyton | 84003971 |              |
| 2        | Mackenzie Supply Camp (41CB1) |      | 23. Apr. 1985        | Address Restricted | Crosbyton | 85003657 |              |